# A magyar labdarúgó-válogatott mérkőzései 2014-ben
Ez a szócikk a magyar labdarúgó-válogatott 2014-es mérkőzéseiről szól. Az év első mérkőzése az 1–2-es vereséggel végződő barátságos találkozó volt Finnországgal március 5-én, mely az új szövetségi kapitány, Pintér Attila bemutatkozó mérkőzése volt a nemzeti csapat élén. A 2016-os Európa-bajnokság selejtezőjében az Észak-Írország elleni vereség után Dárdai Pál vette át a válogatott irányítását. A válogatott a további három Eb-selejtezőből kettőt megnyert és egy döntetlent ért el. Az évet egy hazai, Oroszország elleni barátságos mérkőzés zárta.

## Eredmények
885. mérkőzés – Barátságos mérkőzés
| 2014. március 5. 18:00 (CET) |

| Magyarország          | 1 – 2                         | Finnország                                         |
| --------------------- | ----------------------------- | -------------------------------------------------- |
| Rudolf 13' Bogdán 40' | (1 – 0) Jegyzőkönyv Részletek | Pohjanpalo 74' Eremenko 84' (11-esből) Hetemaj 10' |

| ETO Park, Győr Nézőszám: 14 000 Játékvezető: Alexander Harkam (osztrák) |

886. mérkőzés – Barátságos mérkőzés
| 2014. május 22. 20:15 (CEST) |

| Magyarország                          | 2 – 2                         | Dánia                                      |
| ------------------------------------- | ----------------------------- | ------------------------------------------ |
| Dzsudzsák 25' Varga R. 68' Tőzsér 38' | (1 – 0) Jegyzőkönyv Részletek | Eriksen 55' Schøne 72' Ahlmann Nielsen 50' |

| Nagyerdei stadion, Debrecen Nézőszám: 20 000 Játékvezető: Szymon Marciniak (lengyel) |

887. mérkőzés – Barátságos mérkőzés
| 2014. június 4. 20:30 (CEST) |

| Magyarország                                            | 1 – 0                         | Albánia |
| ------------------------------------------------------- | ----------------------------- | ------- |
| Priskin 82' (11-esből) Lang 28' Varga J. 43' Kalmár 83' | (0 – 0) Jegyzőkönyv Részletek |         |

| Puskás Ferenc Stadion, Budapest Nézőszám: 4 492 Játékvezető: Paul McLaughlin (ír) |

888. mérkőzés – Barátságos mérkőzés
| 2014. június 7. 20:30 (CEST) |

| Magyarország                                 | 3 – 0                         | Kazahsztán                              |
| -------------------------------------------- | ----------------------------- | --------------------------------------- |
| Priskin 27' Varga R. 63' Engel 90+1' (öngól) | (1 – 0) Jegyzőkönyv Részletek | Abdulin 17' Korobkin 25′, 62′ Malij 77' |

| Puskás Ferenc Stadion, Budapest Nézőszám: 10 445 Játékvezető: Alexandre Boucaut (belga) |

889. mérkőzés – 2016-os labdarúgó-Európa-bajnokság-selejtező
| 2014. szeptember 7. 18:00 (CEST) |

| Magyarország            | 1 – 2                         | Észak-Írország                         |
| ----------------------- | ----------------------------- | -------------------------------------- |
| Priskin 75' Vanczák 35' | (0 – 0) Jegyzőkönyv Részletek | McGinn 81' K. Lafferty 88' Norwood 44' |

| Groupama Aréna, Budapest Nézőszám: 20 672 Játékvezető: Deniz Aytekin (német) |

890. mérkőzés – 2016-os labdarúgó-Európa-bajnokság-selejtező
| 2014. október 11. 18:00 (CEST) |

| Románia                                                            | 1 – 1                         | Magyarország                                                                              |
| ------------------------------------------------------------------ | ----------------------------- | ----------------------------------------------------------------------------------------- |
| Rusescu 45' Hoban 19' Gardos 31' Grigore 80' Chipciu 90' Raț 90+1' | (1 – 0) Jegyzőkönyv Részletek | Dzsudzsák 82' Gera 26' Varga 51' Juhász 68' Elek 75' Király 86' Korcsmár 90' Tőzsér 90+1' |

| Nemzeti Stadion, Bukarest Nézőszám: 54 000 Játékvezető: William Collum (skót) |

891. mérkőzés – 2016-os labdarúgó-Európa-bajnokság-selejtező
| 2014. október 14. 20:45 (CEST) |

| Feröer                                    | 0 – 1                         | Magyarország        |
| ----------------------------------------- | ----------------------------- | ------------------- |
| Gregersen 20' Hansson 32' Benjaminsen 56' | (0 – 1) Jegyzőkönyv Részletek | Szalai 21' Gera 48' |

| Tórsvøllur Stadion, Tórshavn Nézőszám: 3 500 Játékvezető: Alekszej Kulbakov (fehérorosz) |

892. mérkőzés – 2016-os labdarúgó-Európa-bajnokság-selejtező
| 2014. november 14. 20:45 (CET) |

| Magyarország                      | 1 – 0                         | Finnország |
| --------------------------------- | ----------------------------- | ---------- |
| Gera 84' Tőzsér 35' Dzsudzsák 76' | (0 – 0) Jegyzőkönyv Részletek | Hurme 54'  |

| Groupama Aréna, Budapest Nézőszám: 19 500 Játékvezető: Clément Turpin (francia) |

893. mérkőzés – Barátságos mérkőzés
| 2014. november 18. 20:30 |

| Magyarország               | 1 – 2                         | Oroszország                                |
| -------------------------- | ----------------------------- | ------------------------------------------ |
| Nikolics 87' Dzsudzsák 62' | (0 – 0) Jegyzőkönyv Részletek | Ignasevics 49' Kerzsakov 80' Szemjonov 85' |

| Groupama Aréna, Budapest Nézőszám: 4 000 Játékvezető: Cüneyt Çakır (török) |

## Keret
| Poszt | Név                | Életkor | Vál. | Gól | 2014 | 2014 | Klub                   |
| Poszt | Név                | Életkor | Vál. | Gól | Vál. | Gól  | Klub                   |
| ----- | ------------------ | ------- | ---- | --- | ---- | ---- | ---------------------- |
| K     | Balogh János       | 31 éves | 1    | 0   | 0    | 0    | Nyíregyháza            |
| K     | Bogdán Ádám        | 26 éves | 18   | 0   | 1    | 0    | Bolton Wanderers       |
| K     | Dibusz Dénes       | 23 éves | 0    | 0   | 1    | 0    | Ferencváros            |
| K     | Gulácsi Péter      | 23 éves | 0    | 0   | 2    | 0    | Salzburg               |
| K     | Horváth Tamás      | 26 éves | 0    | 0   | 0    | 0    | Videoton               |
| K     | Király Gábor       | 37 éves | 90   | 0   | 1    | 0    | Fulham FC              |
| K     | Rózsa Dániel       | 29 éves | 0    | 0   | 2    | 0    | Haladás                |
| V     | Fiola Attila       | 23 éves | 0    | 0   | 1    | 0    | Paksi FC               |
| V     | Heffler Tibor      | 26 éves | 0    | 0   | 2    | 0    | Paksi FC               |
| V     | Juhász Roland      | 30 éves | 78   | 6   | 5    | 0    | Videoton               |
| V     | Kádár Tamás        | 23 éves | 15   | 0   | 3    | 0    | Diósgyőri VTK          |
| V     | Korcsmár Zsolt     | 24 éves | 22   | 0   | 2    | 0    | SpVgg Greuther Fürth   |
| V     | Korhut Mihály      | 25 éves | 0    | 0   | 4    | 0    | Debreceni VSC          |
| V     | Lang Ádám          | 20 éves | 0    | 0   | 3    | 0    | Győri ETO              |
| V     | Lázár Pál          | 25 éves | 6    | 0   | 0    | 0    | Debreceni VSC          |
| V     | Leandro de Almeida | 31 éves | 10   | 0   | 1    | 0    | ASZ Omónia Lefkoszíasz |
| V     | Lipták Zoltán      | 25 éves | 14   | 1   | 4    | 0    | Győri ETO              |
| V     | Szabó János        | 24 éves | 0    | 0   | 1    | 0    | Paksi FC               |
| V     | Vanczák Vilmos     | 30 éves | 76   | 4   | 2    | 0    | Sion                   |
| KP    | Balogh Balázs      | 23 éves | 0    | 0   | 1    | 0    | Újpest                 |
| KP    | Dzsudzsák Balázs   | 27 éves | 58   | 14  | 6    | 2    | Dinamo Moszkva         |
| KP    | Elek Ákos          | 25 éves | 28   | 1   | 2    | 0    | Diósgyőri VTK          |
| KP    | Gera Zoltán        | 34 éves | 77   | 23  | 2    | 0    | Ferencváros            |
| KP    | Gyurcsó Ádám       | 22 éves | 7    | 1   | 4    | 0    | Videoton               |
| KP    | Kalmár Zsolt       | 18 éves | 0    | 0   | 4    | 0    | RB Leipzig             |
| KP    | Koman Vladimir     | 24 éves | 34   | 7   | 2    | 0    | Diósgyőri VTK          |
| KP    | Kovács István      | 21 éves | 2    | 0   | 2    | 0    | Videoton               |
| KP    | Lovrencsics Gergő  | 25 éves | 2    | 0   | 4    | 0    | KKS Lech Poznań        |
| KP    | Nagy Gábor         | 24 éves | 0    | 0   | 1    | 0    | Újpest                 |
| KP    | Pátkai Máté        | 25 éves | 3    | 0   | 2    | 0    | Győri ETO              |
| KP    | Sándor György      | 29 éves | 8    | 0   | 1    | 0    | Videoton               |
| KP    | Simon Krisztián    | 22 éves | 0    | 0   | 3    | 0    | Újpest                 |
| KP    | Stieber Zoltán     | 25 éves | 3    | 0   | 2    | 0    | Hamburg                |
| KP    | Szakály Péter      | 27 éves | 4    | 0   | 2    | 0    | Debreceni VSC          |
| KP    | Tőzsér Dániel      | 28 éves | 20   | 1   | 4    | 0    | Watford                |
| KP    | Varga József       | 25 éves | 25   | 0   | 6    | 0    | Debreceni VSC          |
| KP    | Vécsei Bálint      | 20 éves | 0    | 0   | 2    | 0    | Budapest Honvéd        |
| KP    | Zsidai László      | 27 éves | 2    | 0   | 1    | 0    | Debreceni VSC          |
| CS    | Futács Márkó       | 23 éves | 0    | 0   | 3    | 0    | Mersin İdman Yurdu     |
| CS    | Nikolics Nemanja   | 32 éves | 2    | 1   | 6    | 0    | Videoton               |
| CS    | Priskin Tamás      | 23 éves | 42   | 12  | 4    | 3    | Győri ETO              |
| CS    | Rudolf Gergely     | 28 éves | 24   | 9   | 4    | 1    | Győri ETO              |
| CS    | Szalai Ádám        | 26 éves | 19   | 7   | 2    | 1    | Győri ETO              |
| CS    | Varga Roland       | 23 éves | 0    | 0   | 3    | 2    | Győri ETO              |

- Szövetségi kapitány: 
  -  Pintér Attila (2013. december 19.–2014. szeptember 18.)
  -  Dárdai Pál (2014. szeptember 18.–)

## Statisztika
A magyar labdarúgó-válogatott 2014-ben lejátszott hivatalos mérkőzéseinek statisztikái, különböző szempontok alapján rendszerezve. A teljesítmény százalékos aránya kétpontos rendszer alapján számolva (győzelem 2 pont, döntetlen 1 pont, vereség 0 pont).

### Összes mérkőzés
| Összes mérkőzés | Győzelem | Döntetlen | Vereség | Rúgott gól | Kapott gól | Gólkülönbség | Teljesítmény (%) |
| --------------- | -------- | --------- | ------- | ---------- | ---------- | ------------ | ---------------- |
| 9               | 4        | 2         | 3       | 12         | 9          | +3           | 55,55            |

### Helyszín szerint
Ebben a rangsorolásban az adott mérkőzés helyszíne adja az alapot. 'Semleges' helyszínnek minősülnek az olimpiai mérkőzések, valamint a világbajnoki illetve Európa-bajnoki mérkőzések, de csak azok, melyeket a rendező város illetve ország területén játszottak, valamint az olyan barátságos mérkőzések, melyeket nem a küzdő felek államainak területén rendeztek.
|           | Összes mérkőzés | Győzelem | Döntetlen | Vereség | Rúgott gól | Kapott gól | Gólkülönbség | Teljesítmény (%) |
| --------- | --------------- | -------- | --------- | ------- | ---------- | ---------- | ------------ | ---------------- |
| Otthon    | 7               | 3        | 1         | 3       | 10         | 8          | +2           | 50,00            |
| Idegenben | 2               | 1        | 1         | 0       | 2          | 1          | +1           | 75,00            |
| Semleges  | —               | —        | —         | —       | —          | —          | —            | —                |

### Típus szerint
|             | Összes mérkőzés | Győzelem | Döntetlen | Vereség | Rúgott gól | Kapott gól | Gólkülönbség | Teljesítmény (%) |
| ----------- | --------------- | -------- | --------- | ------- | ---------- | ---------- | ------------ | ---------------- |
| Barátságos  | 5               | 2        | 1         | 2       | 8          | 6          | +2           | 50,00            |
| Tétmérkőzés | 4               | 2        | 1         | 1       | 4          | 3          | +1           | 62,50            |